# Gregg Hansford
Gregory John "Gregg" Hansford (East Brisbane, 8 april 1952 - Phillip Island, 5 maart 1995) was een Australisch motorcoureur en autocoureur. Hij is tienvoudig Grand Prix-winnaar in het wereldkampioenschap wegrace.

## Carrière

### Motorsport
Hansford begon zijn motorsportcarrière in Australië, waar hij in 1973 de 500 cc Unlimited-klasse won. Ook nam hij in de seizoenen 1975-76 en 1977-78 op een Kawasaki deel aan de Nieuw-Zeelandse Marlboro Series; in zijn tweede seizoen won hij een race. In 1978 stapte hij over naar het wereldkampioenschap wegrace, waarin hij uitkwam in zowel de 250 cc- als de 350 cc-klasse voor Kawasaki. In de 250 cc behaalde hij al in zijn tweede race in Spanje zijn eerste Grand Prix-overwinning. Hij won ook de races in Frankrijk, Zweden en Joegoslavië en stond in vijf andere races op het podium. Met 118 punten werd hij, met zes punten achterstand op zijn teamgenoot Kork Ballington, tweede in het kampioenschap. In de 350 cc won hij de races in Frankrijk, Zweden en Joegoslavië en scoorde hij 76 punten, waardoor hij achter Ballington en Takazumi Katayama derde werd in de eindstand.
In 1979 bleef Hansford actief in de 250 cc- en 350 cc-klassen van het WK wegrace. In de 250 cc behaalde hij geen overwinningen, maar eindigde hij wel zes keer als tweede. Met 81 punten werd hij achter Ballington, die zeven van de elf races won, opnieuw tweede in het kampioenschap. In de 350 cc won hij in de Grand Prix der Naties, de TT van Assen en in Finland. Met 77 punten werd hij achter Ballington en Patrick Fernandez derde in het klassement. In 1980 reed hij in het WK enkel de 350 cc- en 500 cc-races in Duitsland; in de 350 cc werd hij vijfde, terwijl hij in de 500 cc uitviel. Wel werd hij dat jaar, samen met Eddie Lawson, tweede in de 8 uur van Suzuka. In 1981 kwam hij ten val in de 200 Mijl van Imola en moest hij een groot deel van het seizoen relativeren. Hij keerde tijdens de zesde race in Assen terug, waarin hij veertiende werd. In de daaropvolgende race in België kwam hij zwaar ten val en raakte hierbij zodanig geblesseerd dat hij zijn motorsportcarrière moest beëindigen.

### Autosport
In 1982 stapte Hansford over naar de autosport en zou hij deelnemen aan Australian Endurance Championship voor Allan Moffat Racing. Vanwege zijn crash in het voorgaande jaar was hij echter nog niet fit genoeg om het hele seizoen te rijden. Hij reed zijn eerste race in de Sandown 500 in een Mazda RX-7 en deelde de auto met Lucio Cesario. In 1983 reed hij zijn eerste volledige seizoen in de autosport in het Australian Touring Car Championship. Al in zijn eerste race op de Surfers Paradise International Raceway kwam hij op het podium terecht. In de seizoensfinale op de Lakeside International Raceway behaalde hij, samen met Yoshimi Katayama, een tweede podiumplaats.
In 1984 won Hansford zijn eerste autosportrace tijdens de race op de Oran Park Raceway van het Australian Endurance Championship, waarbij hij de auto deelde met zijn teambaas Allan Moffat. Later dat jaar behaalde het duo nog twee podiumplaatsen op Sandown en tijdens de Bathurst 1000. Met 75,5 punten werd Hansford achter Moffat tweede in de eindstand. In 1985 vertrok Mazda uit dit kampioenschap, waardoor Hansford op zoek moest naar een andere klasse. Samen met Moffat, Kevin Bartlett en Peter McLeod eindigde hij op plaats 24 in de 24 uur van Daytona. Vervolgens werd hij samen met Colin Bond in een Alfa Romeo GTV6 achtste in de Bathurst 1000, alhoewel zij de B-klasse wisten te winnen. In 1986 reed hij deze race in een Ford Mustang GT samen met Dick Johnson en werd hij vierde.
In 1987 bleef Hansford actief voor het team van Johnson en reed hij in een nieuwe Ford Sierra RS Cosworth in het Australian Touring Car Championship. Het was echter een moeilijk seizoen waarin de auto snel, maar onbetrouwbaar was. Aan het eind van het jaar reed hij ook nog een aantal races in het nieuwe World Touring Car Championship. In 1988 keerde hij terug naar het team van Moffat, met wie hij de Sandown 500 wist te winnen. Verder lag het duo, samen met Klaus Niedzwiedz, lange tijd aan de leiding in de Bathurst 1000, maar moesten zij met een motorprobleem opgeven. In de daaropvolgende vier seizoenen reed Hansford voor de teams van Moffat en Glenn Seton Racing in zowel het ATCC en in de Bathurst 1000, maar zette hij geen toonaangevende resultaten neer.
In 1993 werd Hansford samen met Charlie O'Brien tweede in de 12 uur van Bathurst in een Mazda RX-7 en won hij samen met Larry Perkins de Bathurst 1000 in een Holden VP. Hiermee werd hij de eerste coureur die in zowel de motor- als in de autosport een race op het Mount Panorama Circuit wist te winnen. In 1994 won hij ook de 12 uur van Bathurst, samen met Neil Crompton, en werd hij met Perkins derde in de Sandown 500.

## Overlijden
In een Supertouring-race op het Phillip Island Grand Prix Circuit, gehouden op 5 maart 1995, gleed de Ford Mondeo van Hansford van de baan en raakte hij op hoge snelheid een bandenstapel. De auto stuiterde vervolgens het circuit weer op en werd hierbij geraakt door de Peugeot 405 van Mark Adderton. Hansford overleed slechts enkele momenten na de impact op 42-jarige leeftijd.